# Dr. Lisa Cuddy
Dr. Lisa Cuddy er en fiktiv person i den amerikanske tv-serie House M.D.. Hun spilles af skuespilleren Lisa Edelstein. Cuddy er leder af det fiktive hospital  Princeton-Plainsboro Teaching Hospital. Hun er den første kvindelige og næstyngste leder af et hospital, og fik stillingen som 32-årig.
Hun adopterede i sæson 5 datteren Rachel, og blev i sæson 7 kæreste med House.